# Édouard Balladur
Édouard Balladur (Esmirna, Turquía,  2 de mayo de 1929) es un político francés, primer ministro de Francia de 1993 a 1995.

## Biografía y carrera política
Se graduó en la Escuela Nacional de Administración y fue miembro del Consejo de Administración del Oficina de radio-difusión de la televisión francesa (1967-68), consejero técnico del gabinete de su maestro Georges Pompidou (1966-68), secretario general del presidente en El Elíseo (1969). 
Tras la muerte de Pompidou, abrió un paréntesis en su vida política, que se cerraría a principios de los años ochenta con su vuelta de la mano de Jacques Chirac. Se le considera el ejecutor de la política de reprivatizaciones llevada a cabo como ministro de Economía y ministro de Estado del gobierno de Chirac (1986-1988). Con la victoria de la coalición de centro-derecha formada por RPR y UDF en las elecciones legislativas de marzo de 1993, fue nombrado primer ministro, volviendo la denominada cohabitación con el socialista François Mitterrand. Durante ese período favoreció la liberalización de la economía. 
En 1995 anunció su candidatura a las elecciones presidenciales de ese mismo año. Sin embargo, fue eliminado en la primera vuelta al quedar tercero, obteniendo el 18.6% de los votos, clasificándose para la misma Chirac y el socialista Jospin. Balladur mostró su apoyo a Chirac, que acabaría venciendo. Inmediatamente después de dicha victoria, Balladur dimitió del cargo de primer ministro.
Fue miembro del Consejo de Estado de Francia (1984-1993). Es Gran Oficial de la Legión de Honor y posee la Gran Cruz de la Orden Nacional del Mérito.